# Шумаков, Николай Иванович
Никола́й Ива́нович Шумако́в (род. 1 апреля 1954, Коркино, Челябинская область) — советский и российский архитектор, президент Союза архитекторов России (с 2016 года), член Президиума Российской академии художеств, член Общественного совета при Министерстве строительства и жилищно-коммунального хозяйства Российской Федерации.
Народный архитектор Российской Федерации (2019). Член Союза архитекторов СССР, член Союза художников РФ. Академик РААСН, Академик РАХ (2007)
Один из крупнейших современных российских архитекторов, крупный специалист в проектировании подземных транспортных систем. Автор проектов более 20 станций Московского метрополитена, монорельсовой транспортной системы в Москве и первого в Москве вантового моста (Живописный мост), крупнейшего в Европе аэровокзального комплекса (аэропорт «Внуково») и Западного речного порта (Москва), строящихся линий Омского и Челябинского метро и др.

## Биография
Окончил МАрхИ в 1977 году. С 1977 года по настоящее время работает в области проектирования транспортных сооружений и иных объектов промышленно-гражданского назначения. Работая в ОАО «Метрогипротранс», является руководителем архитектурного процесса проектирования объектов транспортной инфраструктуры, прежде всего метрополитена. За последнее десятилетие под руководством Н. И. Шумакова были запроектированы и построены уникальные сооружения: первые в России монорельсовая транспортная система и линия лёгкого метро, множество станций метрополитена, первый в Москве вантовый Живописный мост и крупнейший в Европе аэровокзальный комплекс «Внуково-1» с подземным железнодорожным терминалом и подземным участком железной дороги.

### Политическая позиция
В 2014 году подписал Коллективное обращение деятелей культуры Российской Федерации в поддержку политики президента РФ В. В. Путина на Украине и в Крыму.

## Избранные проекты и постройки
К его наиболее значительным московским работам относятся:
- Станции московского метрополитена «Аэропорт Внуково», «Физтех», «Лианозово», Яхромская» (все — 2023), «Селигерская», «Верхние Лихоборы», «Окружная», «Хорошёвская», «ЦСКА», « Петровский парк», «Савёловская» (все — 2018), «Бутырская», «Фонвизинская», «Петровско-Разумовская» (все — 2016); «Битцевский парк» (2014); «Шипиловская», «Борисово», «Зябликово» (все — 2011); «Сретенский бульвар» (2007); второй вестибюль станции «Маяковская» (2005); «Парк Победы» (2003); «Воробьёвы горы» (реконструкция, 2002); «Крестьянская застава» (1995); «Ясенево» (1990); «Новоясеневская» (1990); «Крылатское» (1989); «Савёловская» (1988); «Коньково» (1987); «Тёплый Стан» (1987); «Красногвардейская» (1985).
- Бутовская линия лёгкого метрополитена (2003).
- Московская монорельсовая транспортная система со станциями «Тимирязевская», «Телецентр», «Улица Академика Королёва», «Выставочный центр», «Улица Сергея Эйзенштейна» (2004).
- Живописный мост — первый в Москве вантовый мост с подвесной капсулой, в которой планировалось расположить ЗАГС.
- Аэровокзальный комплекс «Внуково-1» с подземным железнодорожным терминалом и уникальным участком подземной железной дороги протяжённостью 1,5 км.
- Яйцо Сокола — эффектной формы здание Центрального диспетчерского пункта управления движением на Соколе.

Помимо этого спроектированы и строятся (2013):
- Новые станции Московского метрополитена Калининской линии («Волхонка», «Плющиха», «Дорогомиловская»), .
- Первая линия омского метро.
- Первая линия челябинского метро.
- Первая линия кубинского метро.

Кроме объектов подземной архитектуры Н. И. Шумаков является автором ряда проектов наземных зданий и сооружений. Среди них:
- Проект музейно-театрального комплекса им. В. Э. Мейерхольда в Пензе.
- Проект серии индивидуальных жилых домов для сельской местности
- Автомобильные вантовые мосты через Москву-реку.
- Совмещённый мост через Днепр в Киеве.
- Музей толерантности в Москве.
- Синагога в Барвихе.
- Музей современного искусства на Воробьёвых горах.
- Западный речной порт в Москве.
- Несколько транспортно-пересадочных узлов.

## Награды и премии
- Орден «За заслуги в культуре и искусстве» (3 марта 2025 года) — за заслуги в области культуры и искусства, многолетнюю плодотворную деятельность[5].
- Орден Дружбы (2 мая 1996 года) — за заслуги перед государством, большой вклад в строительство Люблинско-Дмитровской линии Московского метрополитена и многолетний добросовестный труд[6].
- Медаль «В память 850-летия Москвы».
- Народный архитектор Российской Федерации (28 августа 2019 года) — за большие заслуги в области архитектуры и многолетнюю плодотворную работу[7].
- Заслуженный архитектор Российской Федерации (17 марта 2010 года) — за заслуги в области архитектуры и многолетнюю добросовестную работу[8].
- Награждён «La Merite de l’Invention» степеней офицер и командор (Бельгия).
- Является лауреатом Премии Москвы. За последние годы Н. И. Шумаков провёл пять персональных выставок живописи в России и за рубежом.
- Премию Огюста Перре вручат в Сеуле 6 сентября[когда?] в рамках 25 съезда Международного союза архитекторов[9].
- Многие объекты Н. И. Шумакова отмечены наградами российских и международных конкурсов, фестивалей, смотров. В их числе премии «Зодчество», «Золотое Сечение». Ряд проектов отмечены золотыми медалями и дипломами Брюссельской, Страсбургской и Парижской международных выставок инноваций и новых технологий. Входит в экспертный совет Архитектурной премии Москвы.

## Личная жизнь
Женат, имеет двух дочерей и трёх внуков.